# Oksana Markarova
Oksana Serhíyivna Markárova (en ucraniano: Окса́на Сергі́ївна Марка́рова; Rivne, 28 de octubre de 1976) es una política ucraniana, que se desempeña como embajadora de Ucrania en los Estados Unidos desde febrero de 2021. Anteriormente, fue ministra de Finanzas en el gobierno de Volodímir Groisman y Oleksiy Honcharuk.

## Educación
En 1999, Markárova recibió una maestría en Ecología en la Academia Kiev-Mohyla. En 2001, completó una maestría en Finanzas Públicas y Comercio en la Universidad de Indiana.

## Carrera
Hasta que se transfirió al servicio civil en 2015, Markárova trabajó en el sector privado. Durante ese período, trabajó con Natalie Jaresko en un fondo de inversión en Kiev.
Desde marzo de 2015, Markárova fue viceministra de Finanzas bajo los sucesivos ministros Natalie Jaresko y Oleksandr Danylyuk. En abril de 2016 fue nombrada Viceministra Primera de Hacienda.
Por iniciativa de Oksana Markárova, en 2015 se creó el portal de datos abiertos más grande del sector de finanzas públicas E-data (e-data.gov.ua), que ahora consta de módulos de gasto.gov.ua, openbudget.gov.ua y proifi.gov.ua. En 2018, Oksana Markárova recibió el premio Open Data Leader por el mayor mérito personal en el desarrollo de datos abiertos.
Además de sus funciones como Primera Viceministra de Finanzas, también fue nombrada Comisionada de Inversiones el 8 de agosto de 2016, cargo que ocupó hasta su destitución el 10 de enero de 2019. Durante ese tiempo, manejó la creación y el funcionamiento de la Oficina de apoyo y atracción de inversiones de UcraniaInvest, e inició la creación del Fondo ucraniano para empresas emergentes.
Después de que Oleksandr Danylyuk fuera destituido el 7 de junio de 2018 tras un conflicto con el primer ministro Volodímir Groisman. Markárova fue nombrada ministra de Finanzas interina el 8 de junio de 2018. El 22 de noviembre de 2018, el parlamento ucraniano la nombró ministra de finanzas, su mandato terminó en marzo de 2020.
El 16 de diciembre de 2020, Oksana Markárova recibió la Orden Nacional del Mérito de Francia.
Después de su mandato como ministra, Markárova regresó al sector privado y a su trabajo en el consejo de supervisión de la Academia Kiev-Mohyla.
El 25 de febrero de 2021, el presidente de Ucrania, Volodímir Zelenski, nombró a Markárova Embajadora de Ucrania en los Estados Unidos.
Inmediatamente después de su nombramiento, Markárova dijo que sus principales prioridades para el nuevo cargo eran expandir «la cooperación con la administración de Joe Biden y el diálogo político basado en su amplio apoyo bipartidista» y «la máxima asistencia para el desarrollo de las empresas ucranianas en los Estados Unidos y atraer empresas estadounidenses a Ucrania».

## Vida personal
Markárova está casada con el banquero y empresario Danylo Volynets. La familia tiene cuatro hijos.